# Адигейський обласний комітет КПРС
Адигейський обласний комітет КПРС (рос. Адыгейский областной комитет КПСС) — центральний партійний орган, який функціонував в Адигейській АО з жовтня 1925 року до 6 жовтня 1991 року.

## Історія
- 27 липня 1922 року утворена Черкеська (Адигейська) автономна область.
- 24 серпня 1922 року Черкеська (Адигейська) автономна область перейменована в Адигейську (Черкеську) автономну область.
- У листопаді 1925 року створено Адигейський (Черкеський) обласний комітет РКП(б) (з грудня 1925 — ВКП(б)).
- 13 серпня 1928 року Адигейська (Черкеська) автономна область перейменована в Адигейську автономну область. Відповідно, був перейменований і обласний комітет ВКП(б).
- З 10 січня 1934 року Адигейська автономна область у складі Азово-Чорноморського краю.
- З 13 вересня 1937 року до 15 грудня 1990 року Адигейська автономна область у складі Краснодарського краю.
- У жовтні 1952 року Адигейський обласний комітет ВКП(б) перейменований на Адигейський обласний комітет КПРС.
- 3 жовтня 1990 року Адигейська АО проголосила суверенітет і підвищення статусу до АРСР.
- 23 серпня 1991 року діяльність КПРС в РРФСР припинена, а 6 листопада того ж року заборонена.

## Перші секретарі
- 11.1925 — 12.12.1926 — відповідальний секретар Газов Леонід Петрович
- 12.12.1926 — 7.1929 — відповідальний секретар Чорноглаз Йосип Мойсейович
- 7.1929 — 2.8.1931 — відповідальний секретар Цехер Арон Абрамович
- 2.8.1931 — 17.6.1932 — відповідальний секретар Кирилов Гаврило Георгійович
- 17.6.1932 — 5.10.1935 — Хакурате Шахан-Гірей Умарович
- 23.10.1935 — 7.11.1937 — Мовчан Андрій Васильович
- 7.11.1937 — 2.6.1938 — в.о. Єлін Дмитро Гаврилович
- 2.6.1938 — 2.2.1940 — Чекаловський Федір Григорович
- 2.2.1940 — 7.5.1941 — Кругликов Михайло Маркович
- 7.5.1941 — 28.3.1943 — Єрмаков Антон Петрович
- 28.3.1943 — 20.2.1945 — Кривенко Леонід Михайлович
- 20.2.1945 — 16.3.1949 — Давидов Михайло Прокопович
- 16.3.1949 — 8.2.1954 — Каде Халід Баткерійович
- 8.2.1954 — 25.3.1960 — Чундоков Ібрагім Саїдович
- 25.3.1960 — 19.12.1983 — Берзегов Нух Асланчерійович
- 19.12.1983 — 1.1.1989 — Хут Маліч Саліхович
- 18.1.1989 — 12.8.1991 — Джарімов Аслан Алійович